# Alex Sobers
Alex Sobers, född 13 november 1998, är en barbadisk simmare.
Sobers tävlade för Barbados vid olympiska sommarspelen 2016 i Rio de Janeiro, där han blev utslagen i försöksheatet på 400 meter frisim. Vid olympiska sommarspelen 2020 i Tokyo blev Sobers utslagen i försöksheatet i två grenar. Han slutade på 29:e plats på 200 meter frisim och på 34:e plats på 400 meter frisim.